# Baudri de Bourgueil
Balderico di Bourgueil (in latino Baldricus Burgulianus, Burguliensis, Burgoliensis o Dolensis; Meung-sur-Loire, 1046 – Les Préaux, gennaio 1130) è stato un abate, vescovo cattolico, poeta e scrittore francese.

## Biografia
Nato da famiglia di condizione agiata, Balderico trascorse l’infanzia a Meung-sur-Loire, dove compì i primi studi sotto la guida di Uberto di Meung. Proseguì la propria formazione alla scuola di Angers, avendo forse come maestri Berengario di Tours, Frodo di Angers e Marbodo di Rennes.
Entrò nell’abbazia benedettina di San Pietro a Bourgueil, di cui divenne abate intorno al 1077. Parallelamente all’adempimento delle funzioni ecclesiastiche cui era tenuto, proseguì nello studio grazie alla ricca biblioteca dell’abbazia e si dedicò egli stesso alla composizione di opere in prosa e poesia. La sua formazione prevedeva anche una notevole familiarità con gli autori classici, come Ovidio, Virgilio e Stazio; fu membro attivo del gruppo regionale di scrittori latini noto come "scuola della Loira" o "cerchia di Angers", di cui facevano parte Marbodo di Rennes e Ildeberto di Lavardin.
Fece amicizia con Roberto d'Arbrissel, riformatore ed eremita che nel 1100 fondò l'abbazia di Fontevrault, a poca distanza da Bourgueil.
Nel 1107 fu eletto vescovo di Dol, in Bretagna; nel 1108 si recò a Roma per ricevere il pallio dalle mani di papa Pasquale II durante il concilio di Troyes. Scontento della mentalità dell’indisciplinata popolazione bretone, effettuò numerosi viaggi: visitò i prosperi conventi benedettini d’Inghilterra, e fu per tre volte a Roma (dopo il 1108, nuovamente nel 1116 e nel 1123).
Partecipò al concilio di Clermont nel 1095, in cui papa Urbano II, oltre a confermare la scomunica del re Filippo I di Francia e di Bertrada di Montfort per bigamia, bandì la Prima crociata. Nel 1119 prese parte al concilio di Reims, tenuto da papa Callisto II nel clima della lotta per le investiture con l’imperatore Enrico V, e nel 1123 al Concilio Ecumenico Lateranense, dove il medesimo pontefice approvò il Concordato di Worms del 1122.
Fu sospeso temporaneamente dalle funzioni di vescovo nel 1120 dal legato pontificio Gerardo di Angoulême, forse a causa delle accuse mosse contro di lui dal vescovo Ivo di Chartres: questi sosteneva in una lettera databile intorno al 1096 che Balderico avesse tentato senza successo di ottenere con la corruzione la sede episcopale di Orléans negli ultimi anni del secolo precedente. Nel concilio del 1123 Balderico si difese con successo dall'accusa mossagli.
Negli ultimi anni di vita Balderico si ritirò in Normandia, in un possedimento della chiesa di Dol a Saint-Samson-sur-Risle, e visitò alcune abbazie di questa regione, tra cui Bec, Fécamp, Saint-Wandrille e Jumièges.
Fu sepolto davanti al crocifisso nella chiesa di San Pietro apostolo a Les Préaux il 30 dicembre 1130, secondo quanto riferito da Orderico Vitale.

## Opere

### Le poesie
Il corpus poetico di Balderico consta di 256 componimenti, la maggior parte dei quali sono epitaffi, epigrammi ed epistole. In esso è visibile il modello della poesia classica, in particolare delle Eroidi ovidiane.
Il suo apprezzamento per le rime lo porta a utilizzare frequentemente coppie di esametri e versi leonini, ma nei componimenti più lunghi predilige il tradizionale distico elegiaco o l’esametro classico (curiosamente adoperato nelle poesie più debitrici verso Ovidio).
Venne criticato per le poesie frivole e leggere da lui scritte prima di divenire abate, ma Balderico si difese giustificando i propri versi amorosi adducendo un fine di piacevole intrattenimento indirizzato a giovani di ogni sesso; tali componimenti non pregiudicavano ad ogni modo la sua condotta di vita, definita irreprensibile.
Tramite le proprie poesie intessé un circolo di comunicazione intellettuale che comprendeva sia altri poeti e studiosi, sia alcune donne laiche e religiose. Non conosceva necessariamente di persona le destinatarie delle lettere poetiche; tuttavia una comune passione per la letteratura, un sentimento di affettuosa amicizia o un desiderio di protezione motivava la scrittura di queste missive. In esse sono presenti allusioni a dolci colloqui e confidenze spesso espresse con un lessico di tipo amoroso, pur con la precisazione doverosa dell’assoluta castità di questo sentimento. La natura di gioco ambiguo e sottile tra sensualità e letterarietà è delineata dal modello delle Eroidi, nonché dalla definizione di nugae che Balderico utilizza per i carmi inviati alle proprie amiche. Egli descrive talvolta il proprio stile come giocoso, in conseguenza del proprio carattere gioviale, talvolta "selvatico" (rusticus) come la campagna di Bourgueil.
Tra i destinatari dei componimenti figurano nobili signore, come Adele d'Inghilterra e Cecilia di Normandia figlie di Guglielmo il Conquistatore; intellettuali, come Marbodo di Rennes (a cui descrive la fonte della propria poesia come una musa iocosa, iunctura di origine ovidiana), Ildeberto di Lavardin e Goffredo di Reims; religiose su cui spesso non abbiamo informazioni certe, come Muriel, Agnese, Costanza (con le quali tratta del tema della verginità e dell’amore puro). Alcuni componimenti sono epitaffi dedicati a personaggi stimati da Balderico, come Berengario di Tours e l’abate di Fécamp Guglielmo di Ros.
Alcuni componimenti descrivono il suo ideale di vita semplice e radicato nella campagna e nelle letture; esso è coerente con l’esperienza monastica a Bourgueil da lui caldamente consigliata a un suo giovane amico, non senza la menzione dell’arricchimento spirituale che procura la vita in Cristo.
Nel suo corpus sono inclusi componimenti di argomento prettamente religioso, in cui ad esempio chiede a Dio di essere il suo buon Samaritano e medicare le ferite del suo peccato. Dedicò due inni a san Sansone, probabilmente in occasione della consacrazione della chiesa presente nella località in cui Balderico si era ritirato negli ultimi anni.
Il più celebre componimento di Balderico è quello dedicato alla contessa Adele, figlia di Guglielmo il Conquistatore e moglie di Stefano conte di Blois. Si ritiene che risalga a prima del 1102, anno della morte di Stefano in Terra santa, per via di un riferimento alla situazione di Adele il cui marito è lontano ma vivo. Dopo alcune lodi della contessa, viene descritto il palazzo di Blois, e in particolare la camera nuziale riccamente decorata: il letto è adorno di tre gruppi statuari e le pareti sono tappezzate di arazzi. I primi tre raffigurano scene tradizionali (bibliche e mitologiche), mentre il quarto mostra la conquista dell’Inghilterra da parte dei Normanni di Guglielmo, culminante nella battaglia di Hastings del 1066 (v. 235-572). Tale arazzo è stato l’oggetto maggiormente al centro delle discussioni degli studiosi, poiché si è tentato di stabilire il legame tra questa descrizione e il celebre arazzo di Bayeux: secondo alcuni quest’ultimo sarebbe stato il reale modello di Balderico, e questa sarebbe dunque una prova della sua esistenza già a quest’altezza cronologica; d’altra parte si possono osservare elementi che contraddicono tale assunto. Il componimento termina con una richiesta di protezione da parte di Balderico, che prega di ricevere dalla contessa un mantello in dono.
Il manoscritto più importante che riporta le poesie è il Vaticano Reg. Lat. 1351.

### L’Historia Ierosolimitana
Il titolo con cui è nota la massima opera in prosa di Balderico è quello presente in maggior misura nei testimoni, e potrebbe essere frutto dell’autore stesso date le numerose occorrenze dell’aggettivo Ierosolimitanus.
L’opera ha avuto due stadi redazionali: il primo scritto intorno al 1105, il secondo (inviato al committente, Pietro abate di Maillezais) dopo il 1107. Quest’ultimo presenta alcune modifiche, ad esempio la menzione di personaggi spesso connessi con la Bretagna. Indizi di questo duplice processo di redazione si trovano anche nella tradizione manoscritta.
Nel prologo è menzionato un codice che narrava la prima crociata (identificato dagli studiosi con le Gesta Francorum et aliorum Hierosolymitanorum, composte da un anonimo che vi aveva partecipato), scritto in uno stile rozzo. Balderico dichiara di aver deciso di riscrivere i fatti utilizzando uno stile migliore, che rendesse onore all’importanza teologica degli eventi e all’esemplarità delle imprese dei crociati; aggiunge inoltre informazioni ottenute da altri reduci, introducendo motivi teologici ed epici e personaggi da cui il pubblico potesse sentirsi ispirato.
L’opera, composta da un prologo e 4 libri, inizia con il sermone di papa Urbano II al concilio di Clermont e termina con la presa di Gerusalemme e la sconfitta dei musulmani ad Ascalona.
Sono adoperati numerosi riferimenti a opere classiche (Lucano, Virgilio, Sallustio) e patristiche, nonché alla Bibbia, per dare ulteriore peso letterario all’opera e nobilitare l’impresa dei crociati, paragonati a eroi della tradizione. Balderico fa largo uso dei discorsi diretti con il proposito di mettere i partecipanti al centro della narrazione, mostrandone le motivazioni e approfondendone il carattere.
Una tematica rilevante su cui si insiste nell’opera è la descrizione della Chiesa come "famiglia di Cristo" e dei crociati come suoi vendicativi protettori. Nonostante lo Scisma, la Chiesa orientale viene accolta da Balderico come parte di questa famiglia, e anzi come madre del cristianesimo stesso (coerentemente con il principio agostiniano dell’unità di tutti i cristiani).
Al centro della narrazione delle Gesta vi è Boemondo di Taranto, descritto con toni molto positivi fino alla separazione dal corpo dei crociati e alla presa di Antiochia (il che mostra come l’opera sia stata scritta progressivamente durante tutta la crociata, non al termine). Balderico accetta il ruolo eroico di Boemondo espandendo il suo personaggio, facendogli pronunciare lunghi discorsi e paragonandolo implicitamente ai grandi condottieri classici, non senza contraddizioni: i suoi lati fraudolenti e la sua ambizione non vengono taciuti, ma nella loro funzionalità al raggiungimento dell’obiettivo inseriscono Boemondo nella scia di numerosi eroi classici e medievali.
L’opera fu riutilizzata da Orderico Vitale, che ne fornisce estratti nella Historia ecclesiastica, da Vincenzo di Beauvais e da Umberto di Romans.

#### Elenco dei manoscritti[30]
- Bern, Universitätsbibliothek. Burgerbibliothek (Bibliotheca Bongarsiana) 155 (Q)
- Bern, Universitätsbibliothek. Burgerbibliothek (Bibliotheca Bongarsiana) 22 (X)
- Burgo de Osma, Archivo Biblioteca de la Santa Iglesia Catedral, Codices 126 (T)
- Città del Vaticano, Biblioteca Apostolica Vaticana, Reg. lat. 631 (B)
- Chartres, Médiathèque «L'Apostrophe» (olim Bibliothèque Municipale) (130) (U)
- Le Mans, Médiathèque Louis Aragon (olim Bibliothèque Municipale) 412 (D)
- London, British Library, Add. 30898 (E)
- London, British Library, Stowe 56 (F)
- London, British Library, Harley 3707 (H)
- Madrid, Biblioteca Nacional de España, Ms. 9691 (W)
- Madrid, Biblioteca Nacional de España, Ms. 10225 (K)
- Montpellier, Bibliothèque Interuniversitaire, Section de Médecine H 305 (I)
- Paris, Bibliothèque Nationale de France, lat. 5134 (A)
- Paris, Bibliothèque Nationale de France, lat. 5513 (G)
- Paris, Bibliothèque Nationale de France, lat. 2588 (L)
- Paris, Bibliothèque Nationale de France, lat. 5133 (M)
- Paris, Bibliothèque Nationale de France. Bibliothèque de l'Arsenal 1161 (N)
- Paris, Bibliothèque Nationale de France. Bibliothèque de l'Arsenal 1101 (101 H.L.) (O)
- Paris, Bibliothèque Nationale de France, lat. 5512 (P)
- Paris, Bibliothèque Nationale de France, lat. 5135 (R)
- Paris, Bibliothèque Nationale de France, lat. 4876 (S)
- Roma, Biblioteca Vallicelliana B. 33 (V)
- Rouen, Bibliothèque Jacques Villon (olim Bibliothèque Municipale) U. 71 (1125) (C)
- Zwettl, Bibliothek des Zisterzienserstifts 310 (J)

### Altre opere
Oltre all’Historia, Balderico scrisse altre opere in prosa, collocabili nel primo terzo del XII secolo.
- La Vita Samsonis Dolensis episcopi. È una rielaborazione di una biografia più antica di San Sansone primo vescovo di Dol, risalente alla fine del IX o all’inizio del X secolo.
- La Vita beati Roberti de Arbrissello. È la biografia di Roberto d’Arbrissel, conosciuto personalmente da Balderico: fondò il monastero di Fontevrault, una congregazione formata da una comunità maschile e una femminile. L’opera, dalla forte impronta celebrativa, fu commissionata da Pétronille, prima badessa del monastero.
- La Vita sancti Hugonis Rothomagensis episcopi. L’opera, rielaborazione di una vita del X secolo di san Ugo arcivescovo di Rouen, è dedicata a Orso, abate di Jumièges.
- Gli Acta translationis capitis sancti Valentini martyris Gemmeticum in Gallia o Miracula sancti Valentini. Narrano il trasferimento della testa di san Valentino da Roma a Jumièges.
- Il De visitatione infirmorum. Scritto spirituale dedicato al nipote, a lungo fu erroneamente attribuito a sant’Agostino.
- Il De scuto et gladio sancti Michaelis. Riporta la narrazione di un miracolo compiuto dal santo.
- Le Gesta pontificum Dolensium. Perduto rifacimento di un’opera precedente, fu composto probabilmente durante il vescovato a Dol.
- L’Itinerarium sive epistola ad Fiscannenses. In esso sono raccolte informazioni autobiografiche e particolari interessanti e pittoreschi sul paesaggio al centro del quale sorgeva l'abbazia di Fécamp e sulla sua chiesa, visitate da Balderico negli ultimi anni di vita.

### Edizioni e traduzioni
- P. Abrahams, Les oeuvres poétiques de Baudri de Bourgueil (1046-1130). Edition critique publiée d’après le manuscrit du Vatican, Champion, Paris, 1926.
- K. Hilbert, Baldricus Burgulianus. Carmina, Carl Winter Universitatsverlag, Heidelberg, 1979.
- J.-Y. Tilliette, Baldricus Burgulianus. Poèmes, 2 voll., Les Belles Lettres, Paris, 1998-2002.
- J. P. Migne, Patrologiae cursus completus, sive Biblioteca universalis, integra, uniformis, commodo, œconomica omnium s.s. Patrum, doctorum scriptorumque ecclesiasticorum qui ab aevo apostolico ad usque Innocenti III tempora floruerunt. Series Latina, Paris, 1844-1864, t. 162, 166.
- Recueil des historiens des croisades, historiens occidentaux, Paris, 1844-95, vol. 4.
- S. J. Biddlecombe, The Historia Ierosolimitana of Baldric of Bourgueil, Boydell Press, Woodbridge, 2014.
- A. Coulbeaux-Le Hüerou, Baudri, archevêque de Dol et hagiographe (1107-1130): édition, traduction et commentaire de quatre textes en prose, tesi di dottorato, Université de Rennes II, 2006.
- Recueil des historiens des Gaules et de la France, Poitiers, 1877, t. 14, p. 224-229.
- De scuto et gladio, in Histoire generale de l’abbaye du Mont Saint-Michel au peril de la mer, ed. Eugene de Robillard de Beaurepaire, 2 vol., Rouen, 1872-73.
- A. Le Huërou, Baudri de Bourgueil, Oeuvres en prose (Textes hagiographiques), Les Belles Lettres, Paris, 2013.
- F. Sivo, Follia d'amore. La «fabula» di Ero e Leandro nella versione di Baudri de Bourgueil, Il Castello, Campobasso-Foggia, 2018.

### Letteratura secondaria
- F. J. E. Raby, A History of Christian-Latin Poetry from the Beginnings to the Close of the Middle Ages, 2 ed., Clarendon Press, Oxford, 1953.
- Balderico di Bourgueil, Marbodo di Rennes, Ildeberto di Lavardin, Lettere amorose e galanti, a cura di Manuela Sanson; introduzione di Claudia Cremonini; con una premessa di Francesco Zambon, Carocci, Roma, 2005 (Biblioteca medievale, 100).
- J.-Y. Tilliette, Note sur le manuscrit des poèmes de Baudri de Bourgueil (Vatican, Reg. lat. 1351), Scriptorium, 37 (1983), pp. 241–5.
- S. A. Brown, M. Herren, The Adelae Comitissae of Baudri of Bourgueil and the Bayeux Tapestry, The Study of the Bayeux Tapestry, ed. Richard Gameson, Woodbridge, 1997, p. 139-155.
- P. Aigner. Poetry and Networking in High Medieval France (ca. 1100): Baudri de Bourgueil and His Scholarly Contacts in Networks of Learning. Perspectives on Scholars in Byzantine East and Latin West, c. 1000-1200 cur. Sita Steckel - Niels Gaul - Michael Grünbart, LIT-Verlag, Berlin-Münster-Wien-Zürich-London, 2014 (Byzantinische Studien und Texte 6), pp. 33–56.
- J. Dalarun, L'impossible sainteté: la vie retrouvée de Robert d'Arbrissel (v. 1045-1116), fondateur de Fontevraud, Cerf (Histoire), Paris, 1985. — Rist. 2007.
- Les deux vies de Robert d'Arbrissel, fondateur de Fontevraud. Légendes, écrits et témoignages = The Two Lives of Robert of Arbrissel, Founder of Fontevraud. Legends, Writings, and Testimonies, ed. J. Dalarun, G. Giordanengo, A. Le Huërou, J. Longère, D. Poirel et B. L. Venarde, Brepols, Turnhout, 2006.
- Dictionnaire d'histoire et de géographie ecclésiastiques, Paris, 1932, vol. 6.